# Freddie Gruber
Freddie Gruber (27 de mayo de 1927 - 11 de octubre de 2011) fue un baterista de jazz y maestro de música estadounidense.
Gruber creció en plena escena bebop neoyorquina y allí desarrolló su gusto por la batería. Abandonó Nueva York en 1955 y se mudó a Los Ángeles, donde continuó trabajando como baterista profesional. A mediados de los años sesenta empezó a impartir lecciones de batería en una tienda de música propiedad del músico Terry Gibbs. Su lista de estudiantes incluye a famosos músicos como Vinnie Colaiuta, Neil Peart, Steve Smith, Dave Weckl y Bruce Becker.
Falleció el 11 de octubre de 2011 a los 84 años en Los Ángeles.